# Donna del latte

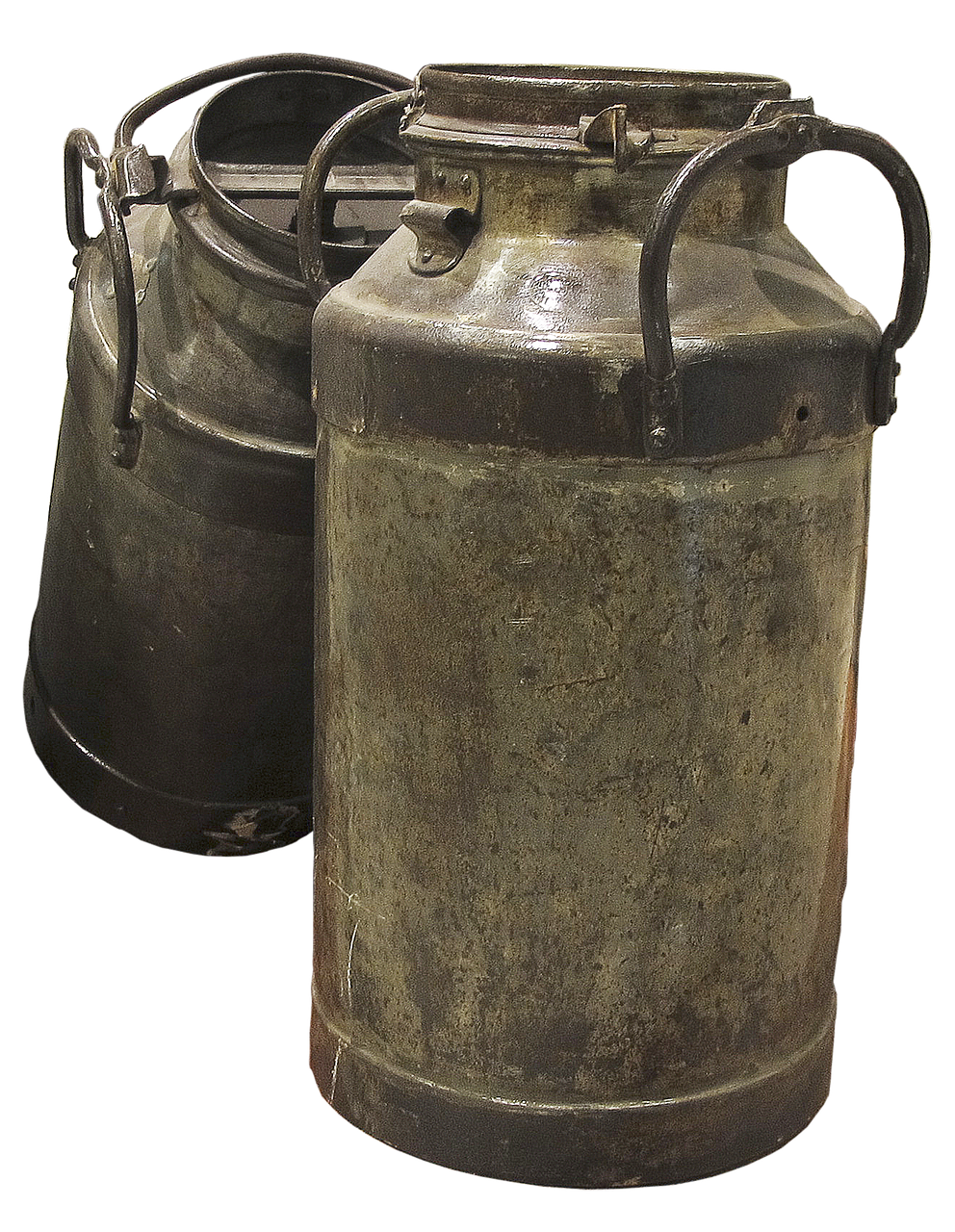
Tipici bidoni del latte

Una donna del latte o semplicemente lattaia (in sloveno: mlekarice) era una di quelle donne che erano incaricate di trasportare il latte ogni mattina dalle campagne alle città, in tal modo gli abitanti dei centri urbani avevano la possibilità di trovare ogni giorni il latte fresco.

## Storia
Le donne del latte, molto diffuse un tempo, soprattutto nei dintorni di Trieste e in Istria, prendevano di mattina presto il treno per recarsi in città, dove avrebbero potuto venderlo per poi fare finalmente ritorno a casa. Questo si ripeteva ogni giorno ed il latte veniva trasportato in appositi bidoni.
Nella maggioranza dei casi erano mogli di marinai, cosa comune un tempo per chi viveva nei dintorni di Trieste o nella città stessa, dato che era il principale porto dell'Impero austro-ungarico, e mentre i mariti erano in alto mare lontani da casa, al fine di "tirare avanti la baracca", era usanza dedicarsi a questa attività.
Spesso erano di origine slava, che in triestino si dice "S'ciava", quindi erano anche conosciute in dialetto come "s'ciave del late".